# 미셸 칼보 페드레이라
미셸 칼보 페드레이라(Michelle Calvó Pedreira, 1991년 9월 19일 ~ )는 스페인의 배우이다.